# Vicente de la Mata
Vicente de la Mata (Rosario, 15 gennaio 1918 – Rosario, 4 agosto 1980) è stato un calciatore argentino, di ruolo attaccante.

## Caratteristiche tecniche
De la Mata fu un giocatore versatile, prettamente votato al gioco d'attacco. Durante la sua carriera, ricoprì diversi ruoli, tra cui centravanti e centrocampista, sia centrale che su entrambe le fasce: quello in cui fu impiegato più spesso fu quello di attaccante. Tra le caratteristiche di de la Mata quella che risaltava maggiormente fu la sua abilità nel dribbling, per cui divenne particolarmente celebre all'epoca: oltre a questa capacità, innata, era dotato di tecnica e di una affinata visione di gioco, che gli permetteva di attuare un gioco elegante. Durante il suo periodo all'Independiente si mise in mostra anche per le doti realizzative, che lo portarono a realizzare 151 gol; fece parte, con Arsenio Erico e Antonio Sastre, di un trio d'attacco che segnò 556 reti complessive in incontri ufficiali.

## Carriera

### Club
Nato nella Provincia di Santa Fe, iniziò a giocare a calcio nel settore giovanile del Central Córdoba, ove si formò: difatti, passò in tutte le divisioni, sino a giungere in prima squadra. Al fianco di Gabino Sosa, già membro della Nazionale argentina, de la Mata migliorò le proprie capacità e venne notato dall'Independiente, che lo acquistò nel 1937 per la somma — considerata elevatissima — di 27 500 peso. All'arrivo al club di Avellaneda, il tecnico lo schierò nel terzetto offensivo centrale nel 2-3-5 a fianco di Erico e Sastre: con questi due, de la Mata formò un attacco assai prolifico, capace di segnare 218 gol in due campionati (1938 e 1939). Esordì nella prima giornata del campionato 1937. Nel 1938 vinse il primo campionato, andando a segno per 26 volte. Il 12 ottobre 1939, contro il River Plate, segnò un gol considerato da molti uno dei più belli realizzati in Argentina. In campionato, mise a referto altre 38 marcature, realizzando il proprio primato personale. Nel 1948, nonostante avesse assommato solamente due reti, contribuì alla vittoria del terzo titolo dell'Independiente. Del derby cittadino contro il Racing, de la Mata divenne il secondo miglior marcatore di sempre: 10 gol in 14 stagioni, dietro alle 19 realizzazioni del paraguaiano Erico. L'attaccante rosarino si risolse a lasciare il club dalla maglia rossa per giocare nel Newell's Old Boys, squadra della sua città e di cui era tifoso. Fece il suo esordio domenica 15 aprile 1951 al Cilindro di Avellaneda, nel pareggio 1-1 con il Racing; una settimana dopo scese in campo al Parque de la Independencia per la prima gara in casa con la nuova casacca. De la Mata fu impiegato come mezzala destra, a sostegno del centravanti Focchi.
 Trascorso senza marcature il torneo del 1951, realizzò la sua prima e unica rete con il Newell's il 12 giugno 1952, un giovedì, firmando al 22º del secondo tempo il 2-1 sul Boca Juniors al Parque de la Independencia. Nel 1953 tornò a giocare per il Central Córdoba, in Primera B Nacional, con lo scopo di ritirarsi con tale compagine. Nel 1955 terminò la carriera da giocatore.

### Nazionale
Debuttò nella selezione nazionale il 1º febbraio 1937, nel corso della finale del Campeonato Sudamericano de Football 1937 tra l'Argentina e i rivali del Brasile. Il 30 gennaio il torneo avrebbe dovuto concludersi, ma poiché le due Nazionali erano giunte appaiate al primo posto, si dovette giocare uno spareggio: come sede fu scelto l'Estadio Gasómetro. La partita rimase in stallo in entrambi i tempi regolamentari; de la Mata fece il suo ingresso in campo all'84º minuto, rilevando Francisco Varallo. Questa sostituzione si rivelò decisiva, allorché, al 109º minuto, il giocatore dell'Independiente andò a segno, ripetendosi tre minuti più tardi, suggellando così il 2-0 e la vittoria del trofeo da parte della propria squadra. In seguito a ciò, fu nominato miglior giocatore della manifestazione. Nel 1945 de la Mata fu nuovamente convocato in Nazionale per disputare il Sudamericano, che si teneva a Santiago del Cile. Scese in campo per la prima volta contro la Bolivia, schierato titolare come mezzala: realizzò il gol del definitivo 4-0 al 75º, e venne sostituito da Farro sei minuti dopo. Il successivo incontro fu quello con l'Ecuador, e ancora una volta de la Mata partì dall'inizio, marcando il 2-0 al 50º: uscì poi dal campo in favore di Méndez. Il 7 febbraio contro la Colombia fu tenuto a riposo, così come contro il Cile quattro giorni dopo; fu nuovamente impiegato contro il Brasile, come sostituto di Méndez, che rilevò al 67º. L'ultima gara contro l'Uruguay non lo vide in campo, ma la vittoria della Nazionale argentina gli permise comunque di conquistare il secondo trofeo consecutivo. Nel 1946 fu scelto per integrare la squadra per il Sudamericano di Buenos Aires. Debuttò con il gol che aprì la competizione, al 6º minuto di Argentina-Paraguay; ancora una volta, ci fu il dualismo con Méndez, che lo sostituì al 69º. Fu escluso da Argentina-Bolivia del 19 gennaio e dalla gara con il Cile del 26 gennaio: tornò in campo il 2 febbraio contro l'Uruguay. Il 10 febbraio fu scelto come titolare per la sfida con il Brasile, ma fu espulso, insieme all'attaccante verde-oro Chico, al 30º minuto: questa sanzione provocò anche la sospensione della partita, che venne ripresa 70 minuti dopo.

## Palmarès

### Club

#### Competizioni nazionali
- Campionato argentino: 3

Independiente: 1938, 1939, 1948

### Nazionale
- Campeonato Sudamericano de Football: 3

Argentina 1937, Cile 1945, Argentina 1946

### Individuale
- Miglior giocatore del Campeonato Sudamericano de Football: 1

Argentina 1937